# Michał Kościuszko
Michał Kościuszko, né le 20 avril 1985 à Cracovie en Pologne, est un pilote de rallye polonais. 
Il a été vice champion du monde J-WRC en 2009.